# Piz Palü
Piz Palü (3905 m n. m.) je hora v masivu Berniny ve Východních Alpách. Leží na území Švýcarska v kantonu Graubünden nedaleko italských hranic. Na vrchol je možné vystoupit od chaty Diavolezza (2978 m).
Horu poprvé zdolali v roce 1866 K.E. Digby a Peter Jenny.